# 増井敬次郎
増井 敬次郎（ますい けいじろう、1872年3月28日（明治5年2月20日） - 1963年（昭和38年）9月2日）は、日清戦争後から大正期の大日本帝国海軍軍人。海機（2期）、海大機関科出身。海軍機関中将。海軍機関学校教官、佐世保・呉海軍工廠造機部長、海軍艦政本部部長などを歴任した。最終階級は海軍中将。功四級。

## 略歴
静岡県出身。静岡県尋常中学校を経て、1895年（明治28年）、海軍機関学校（2期）卒業、海軍少機関士候補生、吉野乗組。1896年（明治29年）、葛城乗組。
1897年（明治30年）1月、海軍少機関士、7月、金剛乗組。1898年（明治31年）、海軍中機関士、八重山乗組。1899年（明治32年）2月、水雷術練習所学生、3月、厳島分隊長心得、7月、敷島分隊長心得／回航委員（英国出張）、9月、海軍大機関士、敷島分隊長。1900年（明治33年）、帰着。
1901年（明治34年）5月、海軍兵学校機関術教官／鎮遠乗組、8月、海兵機関術教官／筑波機関長／分隊長。1902年（明治35年）、海軍大学校機関科短期学生。1903年（明治36年）7月、海大機関科長期学生、12月、敷島分隊長。
1905年（明治38年）1月、海軍機関少監、11月、海大機関科甲種学生。1906年（明治39年）1月、海軍機関少佐、7月、横須賀海軍工廠造機部部員、12月、横工廠造機部部員／検査官。1908年（明治41年）、海軍機関中佐。1910年（明治43年）、駐英造兵造船監督官。1913年（大正2年）8月、帰朝、12月、海軍機関大佐。1914年（大正3年）、横工廠造機部部員／海軍機関学校教官。1915年（大正4年）、佐世保海軍工廠造機部長。
1919年（大正8年）、海軍機関少将、呉海軍工廠造機部長。1921年（大正10年）、海軍艦政本部第五部長。1923年（大正12年）8月、海軍艦政本部出仕海軍艦政本部、12月、海軍機関中将海軍艦政本部、同月、待命。1924年（大正13年）2月、予備役、12月、海軍中将。1934年（昭和9年）、後備役。1939年（昭和14年）、退役。
1947年（昭和22年）11月28日、公職追放仮指定を受けた。

## 栄典
位階
- 1924年（大正13年）3月24日 - 正四位[5]

勲章等
- 1902年（明治35年）5月10日 - 明治三十三年従軍記章[6]
- 1904年（明治37年）5月27日 - 勲六等瑞宝章[7]
- 1920年（大正9年）11月1日 - 勲二等瑞宝章[8]
- 1940年（昭和15年）8月15日 - 紀元二千六百年祝典記念章[9]

## 親族
- 孫：城戸毅